# Positive und negative Zahlen

Positive (blau) und negative (rot) Zahlen auf der Zahlengeraden und die für sie verwendeten mathematischen Notationen und Symbole

In positive und negative Zahlen werden in der Mathematik die reellen Zahlen ohne die Null ({\displaystyle \mathbb {R} \backslash \{0\}}) eingeteilt. Eine Zahl, die größer als Null ist, wie beispielsweise die Zahl 3, nennt man positiv; ist sie kleiner als Null wie beispielsweise −3, nennt man sie negativ. Positive Zahlen (genauer: Zahlkonstanten) tragen ein Pluszeichen (+) und negative Zahlen ein Minuszeichen (−) als Vorzeichen. Das Pluszeichen wird beim Notieren der Zahl normalerweise weggelassen. Die Zahl Null ist weder positiv noch negativ.
Die gleiche Unterscheidung kann bei Teilmengen der reellen Zahlen vorgenommen werden, wie zum Beispiel bei den rationalen Zahlen oder den ganzen Zahlen.
Die Zahl Null und die positiven Zahlen werden als nichtnegativ oder nicht-negativ bezeichnet.
Die Zahl Null und die negativen Zahlen werden als nichtpositiv oder nicht-positiv bezeichnet.
Es gibt Zahlenmengen, für die man keine Dreiteilung in positive Zahlen, negative Zahlen und die Zahl Null vornehmen kann, die gleichzeitig mit der Addition und Multiplikation dieser Zahlen in Übereinstimmung gebracht werden kann (z. B. die Menge der komplexen Zahlen). Das ist immer dann der Fall, wenn man keine Totalordnung definieren kann, die mit beiden Operationen verträglich ist. (Zahlen-)Körper mit dieser Eigenschaft nennt man „nichtanordenbar“.

## Darstellung
Positive Zahlen werden ohne Vorzeichen oder mit einem Pluszeichen, negative Zahlen mit einem Minuszeichen gekennzeichnet. Das Vorzeichen wird ohne Leerraum direkt an die erste Ziffer angeschlossen. Speziell im Finanzbereich werden negative Zahlen alternativ in Klammern geschrieben.
Auf der Zahlengeraden ist der Bereich der positiven Zahlen die rechte Halbachse und der Bereich der negativen Zahlen ist spiegelsymmetrisch die linke Halbachse.

## Eigenschaften

### Vorzeichen
Das Vorzeichen weist eine Zahl als positiv oder negativ aus. Die Vorzeichenfunktion liefert in Abhängigkeit vom Vorzeichen einen ganzzahligen Wert: −1 für negative Zahlen,
0 für die Zahl 0 und +1 für positive Zahlen.

### Betrag
Der Betrag einer Zahl ist gleich dem Abstand der Zahl zur Zahl 0. Der Betrag der 0 ist 0.

### Gegenzahl
Die Gegenzahl einer Zahl hat den gleichen Betrag, aber das gegenteilige Vorzeichen wie die Zahl. Zum Beispiel ist −3 die Gegenzahl von 3 und 16 die Gegenzahl von −16. Zahl und Gegenzahl haben die Eigenschaft, dass sie in Summe immer null ergeben, weshalb man die Gegenzahl in der Algebra auch als additiv inverses Element bezeichnet.

### Natürliche Zahlen
Der Begriff „positive“ bzw. „negative Zahl“ kann auf die ganzen Zahlen (eingebettet in die reellen Zahlen) übertragen werden. Die natürlichen Zahlen sind die positiven (oder bei entsprechender Definition die nichtnegativen) ganzen Zahlen. Hierbei hat sich die Schreibweise {\displaystyle \mathbb {N} } (nur positive ganze Zahlen) bzw. {\displaystyle \mathbb {N} _{0}} (nichtnegative ganze Zahlen) eingebürgert. Nichtnegativ meint lediglich, dass auch die Null in dieser Menge betrachtet wird.

### Multiplikationsgruppe
Fasst man die positiven reellen (oder rationalen) Zahlen zur Menge P zusammen und die negativen reellen (oder rationalen) Zahlen zur Menge N, so ist die Vereinigung der Mengen P und N, also die Menge aller Zahlen ungleich Null, eine abelsche Gruppe bezüglich der Multiplikation.
Die Menge der ganzen Zahlen bezüglich der Multiplikation ist keine Gruppe, da z. B. die ganze Zahl 2 keine inverse ganze Zahl hat (1/2 ist keine ganze Zahl).

### „Minus mal Minus gleich Plus“
Wenn man zwei negative oder zwei positive Zahlen miteinander multipliziert, erhält man stets eine positive Zahl. Multipliziert man hingegen eine positive mit einer negativen Zahl, so ist das Ergebnis stets eine negative Zahl.

## Vorzeichenfehler
Viele Rechenfehler beruhen auf einer Verwechslung des Vorzeichens.
Ein bekanntes Beispiel ist die Hochrheinbrücke, wo bei der Brückenpfeilerberechnung der Korrekturwert von 27 cm mit dem falschen Vorzeichen eingesetzt wurde. Die Schweiz und Deutschland haben an der gemeinsamen Grenze ein um 27 cm unterschiedliches Höhensystem.

## Praktische Verwendung
In manchen Bereichen haben sich besondere Begrifflichkeiten etabliert, durch die die Verwendung negativer Zahlen vermieden wird. So spricht man z. B. von „Schulden“ anstelle von „negativem Guthaben“ oder „Bremsen“ anstelle von „negativer Beschleunigung“. Auf der anderen Seite haben sich an manchen Stellen Skalen mit positiven und negativen Zahlen etabliert, wo negative Zahlen gar nicht erforderlich wären, wie etwa bei der Temperaturmessung (Celsius- und die Fahrenheitskala anstelle der Kelvinskala).

## Abweichende Bezeichnungen
Die in diesem Artikel gewählte Terminologie ist inzwischen die – vor allem im deutschen Sprachraum – deutlich dominierende. Davon abweichend gibt es auch die Zuordnung der Zahl Null zu den positiven Zahlen. Ein prominentes Beispiel ist das Bourbaki-Projekt: „Dans notre terminologie, 0 appartient à N [Menge der natürlichen Zahlen], et est donc considéré comme positif; les entier positifs et {\displaystyle \neq 0} sont dits strictement positifs.“ Die deutsche Übersetzung lautet: „In unserer Terminologie gehört 0 zu N [der Menge der natürlichen Zahlen] und wird als positiv angesehen; ganze Zahlen, die positiv und {\displaystyle \neq 0} sind, werden strikt positiv genannt.“
In Zusammenhängen, in denen nichtnegative Zahlen und Funktionen eine herausragende Bedeutung haben, werden diese manchmal – in der Tradition der Bourbaki-Notation – als positiv bezeichnet. „Wir bezeichnen eine reelle Zahl {\displaystyle x\in \mathbb {R} } und eine Funktion {\displaystyle f\colon \Omega \to {\bar {\mathbb {R} }}} als positiv, wenn {\displaystyle x\geq 0} bzw. {\displaystyle f(\omega )\geq 0} für alle {\displaystyle \omega \in \Omega } gilt.“